# Иван Мстиславич (князь луцкий)
Иван Мстиславич (ум. 1227) — князь луцкий (1227), единственный сын и наследник Мстислава Ярославича Немого, участника битвы на Калке.
Ивану посвящено единственно известие Галицко-Волынской летописи. Его отец при живых племянниках от старшего брата оставил удел сыну, поручив его Даниилу Романовичу Волынскому, тем самым нарушив права своих племянников от старшего брата. Затем умер и сам Иван. Тогда Ярослав Ингваревич занял Луцк (а частью княжества с городом Чарторыйском овладели сыновья Ростислава Пинского), но вскоре Даниил захватил Луцк и отдал его брату Васильку. Ярослав получил Перемиль и Меджибожье.
О жене Ивана и о потомках ничего не известно.